# Quetzaltenango
Quetzaltenango (i daglig tale Xela) er Guatemalas næststørste by, efter Guatemala City, og er hovedby i Quetzaltenango-departementet. I 2000 havde byen et anslået indbyggertal på 250.000. Befolkningen består af omkring 50 procent oprindelig befolkning, 49 procent mestizer og 1 procent af andre racer. Byen er stærkt påvirket af områdets mayakultur. Quetzaltenango ligger i en dal, 2.333 meter over havets overflade.
Oprindeligt hed byen Xelajú (deraf kaldenavnet Xela), men de spanske kolonister omdøbte byen til Quetzaltenango.
Byen er pga. sine mange sprogskoler meget velbesøgt af turister og backpackere fra hele verden. Det siges, at området er et godt sted at lære spansk pga. den lokale dialekts meget klare udtale. Det er derfor også en meget livlig by, især omkring den centrale plads/park (Parque Central), hvor der ofte afholdes kulturelle aktiviteter, markeder osv.
Byen ligger tæt på vulkanerne Santa Maria og Santiaguito.